# Фельдман Віктор Семенович
Віктор Семенович Фельдман (1915–2008) — бібліограф, книгознавець, одеський краєзнавець, енциклопедист.

## Біографія
Віктор Семенович (Шимонович) Фельдман народився 29 жовтня 1915 року в м. Одеса.
В 1924—1932 роках  навчався в одеській семирічній політехнічній школі № 28. В 1939 році закінчив історичний факультет Одеського державного педагогічного інституту. Викладав в артилерійській школі та Мукомельному технікумі.
З 27 червня 1941 року до лютого 1942 року служив  в окремому мотострілецькому батальйоні Червоної Армії. Був звільнений у зв'язку з контузією та хворобою. З червня 1942 року до серпня 1945 року як вільнонайманий працював керівником клубу евакуаційного шпиталю у м. Агдам (Азербайджанська РСР).
З жовтня 1945 року протягом півстоліття працював бібліографом у Науковій бібліотеці Одеського державного університету імені І. І. Мечникова.
Був активним дослідником та популяризатором історії Одеси та книги. З  листопада 1966 року зробив 233 доповіді в історико-краєзнавчій секції при Одеському будинку вчених.
Помер В. С. Фельдман  у січні 2008 року в м. Одеса.

#### Дружина
Ноткіна Ольга Юдівна (1923—2007) — бібліограф. Понад 50 років працювала у Науковій бібліотеці Одеського державного університету імені І. І. Мечникова

#### Визнання
- У 2002 році став першим лауреатом Міжнародної Дерибасівської премії, яка була встановлена президією європейського інтернаціонального клубу «Дім де Рибаса» за внесок в історію, культуру, науку та традиції Одеси.

#### Вшанування пам'яті
- Згідно рішення виконкому  Одеської міської ради, 4 жовтня 2010 року на домі № 9 у Воронцовському провулку міста Одеси була встановлена меморіальна дошка В. С. Фельдману.

## Праці
- Вместе с ними: о сотрудниках научной библиотеки Одесского национального университета им. И. И. Мечникова, оставивших след в нашем сердце/О. Ю. Ноткина, В. С. Фельдман. — Одесса: Optimum, 2006. — 68 с.
- История одного книжного собрания (библиотека А. Г. Строгонова) / В. С. Фельдман// Дім князя Гагаріна: Збірник наукових статей і публікацій/Одеський літературний музей. — Вип. 5. — Одеса, 2009. — С. 100—113.